# Williamson (Iowa)
Williamson é uma cidade localizada no estado americano de Iowa, no Condado de Lucas.

## Demografia
Segundo o censo americano de 2000, a sua população era de 163 habitantes.
Em 2006, foi estimada uma população de 162, um decréscimo de 1 (-0.6%).

## Geografia
De acordo com o United States Census Bureau tem uma área de
0,8 km², dos quais 0,8 km² cobertos por terra e 0,0 km² cobertos por água.

## Localidades na vizinhança
O diagrama seguinte representa as localidades num raio de 20 km ao redor de Williamson.